# Балсас (река)
Вижте пояснителната страница за други значения на Балсас.
Балсас (на испански: Río Balsas) е река в южната част на Мексико, в щатите Тласкала, Пуебла, Гереро и по границата с Мичоакан, вливаща се в Тихия океан. Дължината ѝ е 771 km, а площта на водосборния басейн – 112 320 km².
Река Балсас води началото си на 2583 m н.в. под името Атояк, в Трансмексиканския вулканичен пояс, в района на град Санта Рита Тлахуапан, в югозападната част на щата Тласкала. В горното си течение (до устието на река Мистеко) тече на юг под името Атояк. След това завива на запад и до устието на десния си приток Тепалкатепек носи името Мескала. От изтичането си от големия язовир „Инфернито“ до устието си вече под името Балсас тече на юг. По цялото си протежение Балсас тече през южната част на Мексиканската планинска земя, между Трансмексиканския вулканичен пояс на север и планината Сиера Мадре на юг. Отличава се с бурно течение, с множество бързеи и прагове, с дълбока, на места каньоновидна долина. Влива се в Тихия океан чрез малка делта, на границата между щатите Гереро и Мичоакан, при град Ласар Карденас.
Водосборния басейн на река Балсас обхваща площ от 112 320 (колкото територията на България) и се простира на територията на 8 щата: Тласкала, Пуебла, Гереро, Мичоакан, Оахака, Морелос, Мексико и Халиско. Основни притоци: леви – Мистеко (175 km), Тлапанеко (150 km); десни – Нехала, Амакусак, Алауистлан, Куцамала, Такамбаро, Тепалкатепек. Подхранването ѝ е предимно дъждовно. В долното ѝ течение е изграден големия хидровъзел „Инфернито“, водите на който се използват за водоснабдяване, производство на електроенергия и напояване. В горното ѝ течение е разположен град Пуебла.